# Muzeul Național al Țăranului Român

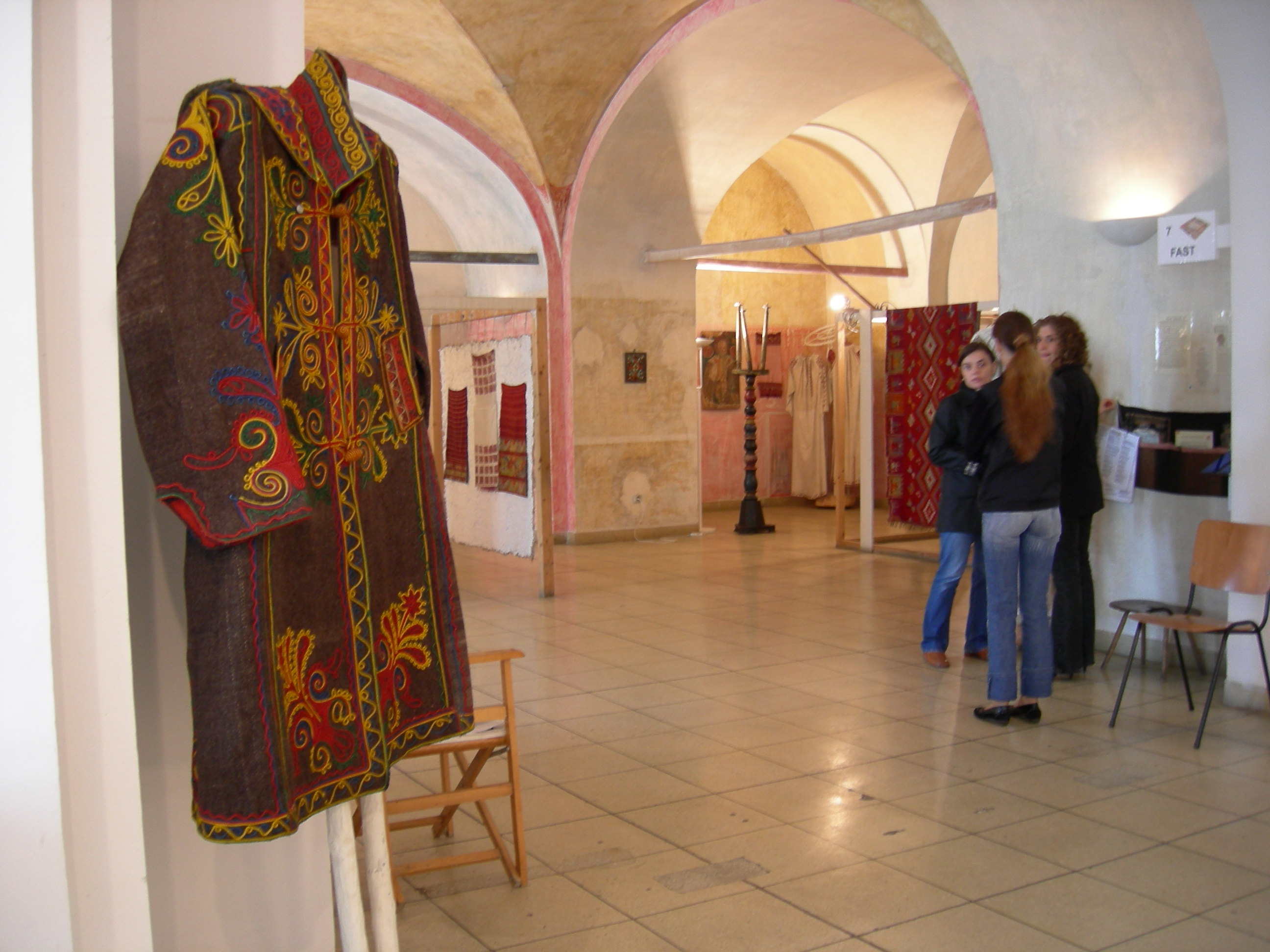
Im Museum des rumänischen Bauern

Das Muzeul Național al Țăranului Român (Museum des rumänischen Bauern) ist ein Museum in Bukarest mit einer Sammlung von Textilien, hauptsächlich Trachten, Ikonen, Keramiken und anderen Kunstgegenständen des bäuerlichen Lebens in Rumänien. Das Museum ist eines der führenden europäischen Museen auf dem Gebiet der Volkskunst und wurde 1996 zum "European Museum of the Year" gewählt.
Das Museum untersteht dem rumänischen Kulturministerium und befindet sich auf der Kiseleff-Chaussée, unweit der Piața Victoriei. Seine Sammlung enthält über 100.000 Objekte.
Das Gebäude hat Merkmale traditioneller rumänischer Architektur und wurde am Ort der früheren staatlichen Münzpräge-Anstalt (Monetăria Statului) errichtet. Das Museum wurde in den 1930er Jahren gegründet und anfänglich von Alexandru Tzigara-Samurcaș geleitet. Am 5. Februar 1990, knapp sechs Wochen nach dem Fall und der Erschießung von Nicolae Ceaușescu, wurde es wiedereröffnet. Während der kommunistischen Zeit befand sich ein Museum der Rumänischen KP im Gebäude, im Keller ist nach wie vor ein Raum eingerichtet, der auf ironische Weise einige der Ausstellungsgegenstände dieses früheren Museums zeigt. Während des Bergarbeiteraufstandes vom Juni 1990 wurde das Museum verwüstet, da es für den Sitz der Nationalen Bauernpartei gehalten wurde.

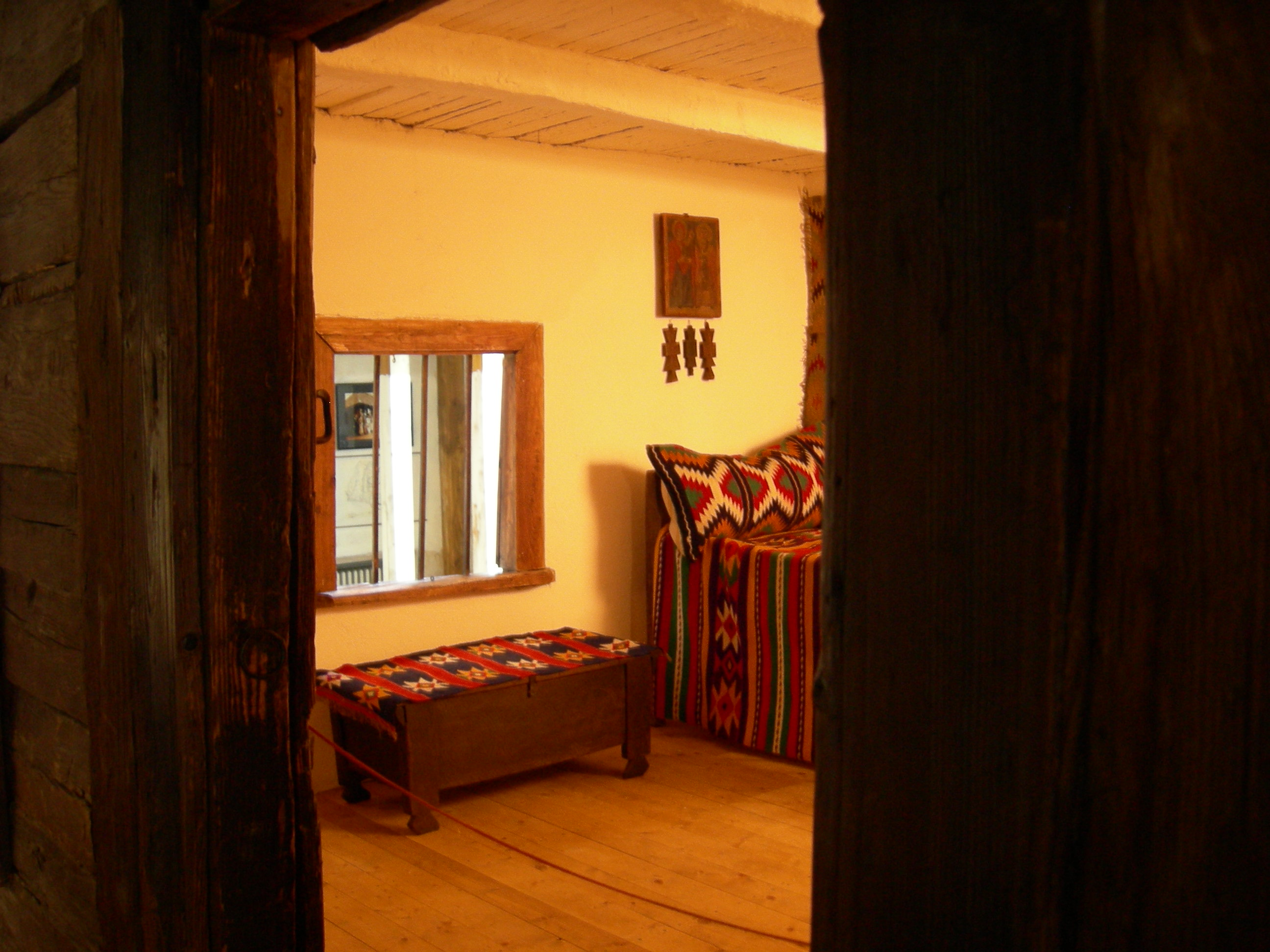
Das "Haus im Haus"

Eines der bekanntesten Exponate des Museums ist das ursprünglich von Tzigara-Samurcaș konzipierte "Haus im Haus". Das Haus gehörte dem Bauern Antonie Mogos aus dem Dorf Ceauru im Kreis Gorj. Von Anfang an wurde das Haus auf eine nicht-naturalistische Weise gezeigt: Gegenstände aus dem Inneren des Gebäudes wurden auf verschiedene Art außerhalb platziert und die Nebengebäude wurden lediglich durch Fragmente angedeutet. Das Ceaușescu-Regime zeigte das Haus auf herkömmliche Weise im Freilicht-Dorfmuseum. 2002 wurde es ins Bauernmuseum zurücküberführt. Die heutige Darstellung erfolgt wieder in der nicht-naturalistischen Form. Die Museumsbesucher können beispielsweise von einer Plattform in den Dachboden schauen, dessen Wände teilweise entfernt wurden; dort sind verschiedene Objekte arrangiert.
2002 konnte die Ausstellungsfläche des Museums durch die Auslagerung des Museumsladens und der Büros in einen hinter dem Museum befindlichen Neubau wesentlich vergrößert werden.

## Quelle
1. ↑  "The house in the house", Begleittext, Museum des rumänischen Bauern.